# 氢化铵
氢化铵（化學式：NH4H），部分文獻稱五氫化氮（英語：Nitrogen pentahydride），是根據銨根離子化學上具類似鹼金屬的性質、且鹼金屬皆存在氫化物（例如：氫化鋰）而假想出來的一種化合物。其分子結構在理論模型的預測中有2種結構，一種是雙三角錐型的分子NH5，氮原子和氫原子間以共價鍵化合，對稱群為D3h；另一種由銨根離子和氫負離子組成的離子晶體NH4+H-。目前尚無人合成此種物質、也尚未能證明其存在，且相關實驗並無直接觀察到氫化銨，僅藉由反應生成物推測其可能是一種活性中間體。而理論計算表明，這種分子具有熱力學不穩定性，因此存在的可能性不高，其不穩定的原因可能與五氟化氮類似。然而在特殊條件或高壓下仍可能存在，且曾在1966年被認為其可能作為固體火箭燃料而進行研究。
這種分子曾作為教學上的示例使用，也曾在題目命題上引發爭議。

## 研究與嘗試
有部分研究認為，在其他金屬原子共同形成晶格之下可能可以存在，例如汞和鋰。亦有探討與鹵化銨發生置換反應而存在可能性的相關研究。亦有使用氘嘗試讓銨與氘形成氮的五氫化物的相關研究，但部分實驗表明其可能只是活性中間體，會立刻分解為氨和氫氣，而使用氘的實驗亦然。但以上研究僅是理論計算或者並無觀察到氫化銨的存在，而無法得知該物質是否真的存在。
一個實驗嘗試使三氟乙酸銨與氫化鋰在熔融狀態發生置換反應，以便研究氫化銨存在的可能性：
CF3COONH4 + LiH → LiO2CCF3 + [NH4H]
在使用三氟乙酸銨與氘化鋰的實驗結果收集到的生成物中，產物氨中包含了85%的氨和15%的一氘氨，產物氫氣中包含了66%的氫化氘、21%的氫氣和13%的氘氣，以及使用三氟乙酸四氘銨與氫化鋰收集到的生成物中，氨包含了三氘氨、二氘氨和一氘氨，氫氣中包含了68%的氫化氘、18%的氫氣和14%的氘氣，因而推測反應可能有兩種途徑：一種是直接分解為氨和氫氣，另一種是先生成氘化銨活性中間體，部分的藉由形成氘負離子與氫正離子形成氘化氫和氨、另一部分的藉由形成氫負離子與氫正離子或氘正離子分解為氫氣或氘氣。
但隨後立即分解成氫和氨，而無法證明其確實存在。使用氘進行實驗仍得到相同結果：
[NH4H] → NH3 + H2

## 結構

共價化合的氫化銨之可能結構

有幾篇論文針對氫化銨進行理論計算，認為氫化銨不太可能形成氫負離子與銨根離子的離子晶體，但有可能氫接在銨的其中一個氫原子上，也可能與五氟化氮類似，形成與碳鎓離子類似的三中心二電子鍵，又或者是氫原子在氮原子周圍排列成三角雙錐結構。

## 爭議
该物质出现于中国大陆一个理科学习网站的题目上，并被大量参考书和在线学习网站所选取，该题目中称“氢化铵”为固体，结构与氯化铵相似，与水以及乙醇反应可以生成氢气，但並未有實驗證明其存在，且對於其結構，在理論計算上仍有多種結論，且不知實際上會是何種結構，更無法確定其有何化學特性。
目前尚无人宣布制取该物质，雖然部分期刊有標明其CAS號，但目前尚無任何化學資料庫有收錄該CAS號的資料，且在中国知网也无法查询到关于氢化铵的论文。

## 相關物質
與之類似的物質如五氟化氮，其結構被假定為氟化四氟銨（NF4+F-），與氫化銨同為五個相同元素與氮的五配體，但其亦為假想物質，尚未有人制得，僅有理論研究。而其他氮族元素的五氫化物則較為穩定，例如氫化鏻 （PH4H），能構成較五氫化氮穩定一些的五氫化磷，但五氫化磷仍不穩定會分解為磷化氫和氫氣，但其有機衍生物較穩定稱為正膦，例如五苯基磷 （pentaphenylphosphorane， Ph5P）是穩定的化合物。而其他更重的氮族元素五氫配體也較容易存在，例如五氫化砷。